# Lungwitzbach
Der Lungwitzbach ist ein Fließgewässer im Erzgebirgsbecken und ein Nebenfluss der Zwickauer Mulde. Das Gewässer erhält seinen Namen von den daran gelegenen Orten Oberlungwitz und Niederlungwitz.

## Geschichtliches
1143 ist eine der Höhen rechts am Unterlauf des Lungwitzbaches als „mons Crostawitze“ urkundlich belegt (die genau Lage ist wohl unbekannt). Eine der ältesten Urkundenbelege in dieser Gegend. Endungen auf „witze“ deuten auf eine slawische Besiedlung hier hin.

## Verlauf

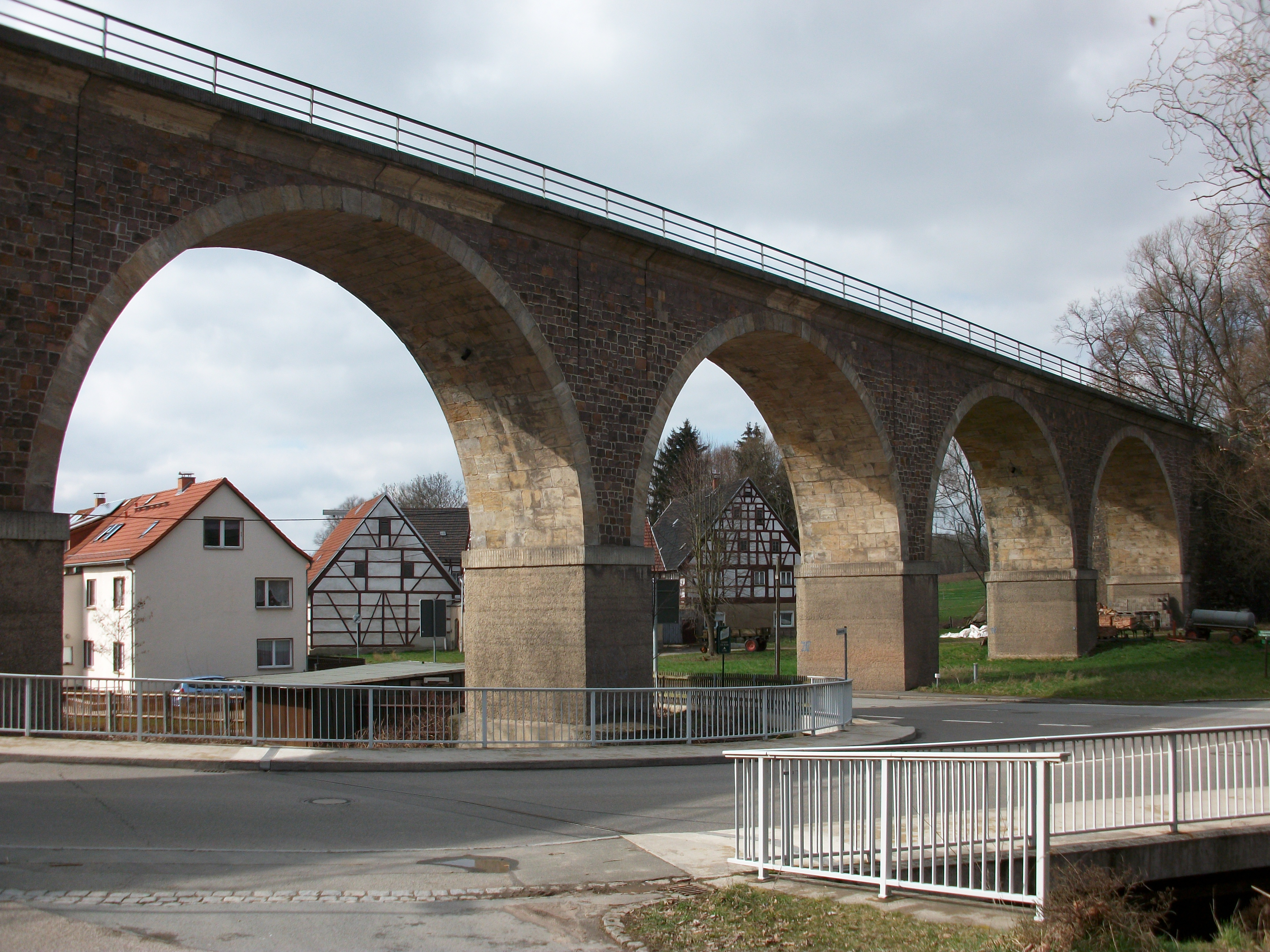
St. Egidien, Viadukt Lungwitzbachtal (2016)

Nach seiner Quelle im Lugauer Ortsteil Ursprung fließt der Bach nach Nordwesten, ehe er ab Oberlungwitz nach Westen fließt. Bei Oberhermsdorf besitzt der Lungwitzbach einen Umflutkanal. Zwischen Sankt Egidien und Niederlungwitz wendet sich der Flussverlauf nach Nordwesten. Zwischen Hermsdorf und Glauchau nutzt die Bahnstrecke Dresden–Werdau das Tal des Lungwitzbachs. Im Oberlauf benutzte die bis 2003 bestehende Bahnstrecke Neuoelsnitz–Wüstenbrand das Tal.
Reihenfolge der Zuflüsse mit Mündungsort:
- von rechts: Kupfermühlenbach in Oberlungwitz
- von rechts: Höllenbach in Oberlungwitz
- von rechts: Steinberger Bach (?) in Oberlungwitz (Quelle in Wüstenbrand auf dem Südrand des Rabensteiner Höhenzuges)
- von links: Hirschgrundbach in Oberlungwitz (Quelle bei Erlbach-Kirchberg entspringt (Wüstes Gut Vorell))
- von links: Kirchberger Dorfbach in Oberlungwitz (297 m ü. NN)
- von links: Hegebach (Oelsnitzbach) in Oberlungwitz (entspringt in der Ortslage Oberoelsnitz der Stadt Oelsnitz/Erzgeb.)
- von rechts: Goldbach in Hermsdorf, nahe Kläranlage (entspringt in Hohenstein-Ernstthal)
- von rechts: Hüttengrundbach in Hermsdorf (aus dem Haynholz kommend)
- von links: Bernsdorfer Bach (?) in Hermsdorf
- von links: Rödlitzbach in Rüsdorf (entspringt im Neudörfler Wald bei Heinrichsort und entwässert Lichtenstein/Sa.)
- von rechts: Kuhschnappelbach oberhalb von St. Egidien (der die Talsperre St. Egidien speist)
- von links: Lichtensteiner Bach (?) am Auersberg in St. Egidien
- von links: Tempelbach unterhalb St. Egidien (entspringt im Rümpfwald)
- von rechts: Lobsdorfer Bach oberhalb Niederlungwitz
- von rechts: Rottelsbach oberhalb Niederlungwitz, entspringt nordöstlich des  Reinholdshain-Ebersbacher Waldes/Forstes nahe der Autobahn A4

Wenige Meter nördlich des Bahnhofs Glauchau mündet der Lungwitzbach in die Zwickauer Mulde. Hier befindet sich auch die Scheermühle von Reinholdshain.

## Fauna
Am Anfang des 20. Jahrhunderts kamen noch Weißfische wie Elritzen, Gründlinge und Rotfedern sowie Bartgrundeln, Aale, seltener Hechte, Schleien, Karpfen und das Bachneunauge vor. Heute ist der Döbel sehr häufig. Der Eisvogel ist dadurch auch wieder zu sehen, da er seine Nahrungsgrundlage in Form von kleinen Fischen wieder vorfindet. Der Graureiher wird auch wieder beobachtet.

## Hochwasser
Der Lungwitzbach wird von alters her als „der wilde Bach“ bezeichnet.
Infolge der sich wiederholenden Hochwasserereignisse wurde an einem Nebenfluss (Kirchberger Dorfbach) bereits ein Hochwasserrückhaltebecken gebaut und ein zweites (am Rödlitzbach) wird angestrebt.

## Weiteres
Mit einem Einzugsgebiet von ca. 140 Quadratkilometern zählt der Lungwitzbach zu den größten Fließgewässern des Erzgebirgischen Beckens. Der ca. 24 km lange Wasserlauf besitzt ein Längsgefälle von rund 160 m, wovon 100 Höhenmeter auf den Oberlauf – bis zur Hegebachmündung – entfallen. Ab dort ist der Lungwitzbach ein Fließgewässer erster Ordnung und befindet sich in der Obhut der Landestalsperrenverwaltung Sachsen.